# Anaerobní cvičení

Fox a Haskell vzorec

Anaerobní cvičení je fyzické cvičení, které je natolik intenzivní, že způsobuje tvorbu laktátu. Používají ho sportovci v nevytrvalostních sportech, aby podpořili sílu, rychlost a aby budovali svalovou hmotu. Svalové energetické systémy trénované pomocí anaerobního cvičení se vyvíjejí odlišně ve srovnání s aerobním cvičením, což vede k většímu výkonu v krátkém trvání, aktivitám s vysokou intenzitou, které trvají od pouhých sekund do přibližně 2 minut. Každá aktivita trvající déle než dvě minuty má velkou aerobní metabolickou složku.  

## Metabolismus
Anaerobní metabolismus je přirozenou součástí metabolismu energie celého těla. Rychlý svalový svazek (ve srovnání s pomalým svalovým svazkem) pracuje s anaerobními metabolickými systémy, takže každý nábor rychlých svalových vláken vede ke zvýšeným výdajům anaerobní energie. Intenzivní cvičení trvající asi čtyři minuty (např. běh na míli) může mít stále značnou anaerobní složku výdajů na energii. Intervalový trénink s vysokou intenzitou, i když je založen na aerobních cvičeních, jako je běh, jízda na kole a veslování, se účinně stává anaerobní, když se provádí nad 90% maximální tepové frekvence. Anaerobní výdej energie je obtížné přesně kvantifikovat, i když je k dispozici několik rozumných metod k odhadu anaerobní složky.
Naproti tomu aerobní cvičení zahrnuje aktivity s nižší intenzitou prováděné po delší dobu. Činnosti, jako je chůze, dlouhá pomalá jízda, veslování a jízda na kole, vyžadují velké množství kyslíku pro výrobu energie potřebné pro dlouhodobé cvičení (tj. aerobní výdaje na energii). U sportů, které vyžadují opakované krátké záběry cvičení, však anaerobní systém umožňuje, aby se svaly zotavily pro další výbuch. Proto trénink mnoha sportů vyžaduje, aby byly rozvíjeny oba systémy pro výrobu energie.
Dva typy anaerobních energetických systémů jsou: 1) vysokoenergetické fosfáty s, adenosintrifosfát a fosfát kreatinu a 2) anaerobní glykolýza. První z nich se nazývá alaktický anaerobní a druhý mléčný anaerobní systém. Vysokoenergetické fosfáty jsou skladovány v omezených množstvích ve svalových buňkách. Anaerobní glykolýza využívá výhradně glukózu (a glykogen) jako palivo v nepřítomnosti kyslíku, resp. pokud je ATP nutné při rychlostech, které převyšují aerobní metabolismus. Důsledkem tohoto rychlého rozkladu glukózy je tvorba kyseliny mléčné (nebo vhodněji její konjugované báze laktátu při biologických hodnotách pH). Fyzické aktivity, které trvají až asi třicet vteřin, se primárně spoléhají na dřívější, fosfátový systém ATP-CP. Po této době začnou převládat jak aerobní, tak anaerobní metabolické systémy založené na glykolýze.
Vedlejší produkt anaerobní glykolýzy laktátu byl tradičně považován za škodlivý pro svalovou funkci. Dnes se má za to, že škodí pouze tehdy, když jsou hladiny laktátu velmi vysoké. Zvýšené hladiny laktátu jsou pouze jednou z mnoha změn, které se vyskytují uvnitř a kolem svalových buněk během intenzivního cvičení, které může vést k únavě. Únava, tj. svalové selhání, je komplexní záležitost. Zvýšené koncentrace laktátu v krvi jsou přirozeným důsledkem jakékoliv fyzické námahy. Účinnost anaerobní aktivity může být zlepšena prostřednictvím tréninku.
Od poloviny 80. let probíhá diskuse o terminologii a fyziologickém pozadí konceptů prahové hodnoty pro laktát. Původní předpoklady o produkci laktátu a distribuci v organismu jsou zpochybňovány (teorie laktátové kyvadlové dopravy). Jeho příspěvek k svalové únavě je zpochybňován. Laktát je také nyní považován za pseudohormon (laktormon), který má kontrolní a regulační funkci. Například zásobování energií je částečně anaerobní, dokonce i v klidu, a aerobní metabolické procesy zůstávají aktivní i při vysokých úrovních stresu. Heck a Beneke shrnuli v roce 2008, že prahy laktátu jako zvláštní body v křivce produkce laktátu nemají větší význam pro diagnostiku výkonu a kontrolu tréninku než jiné body na křivce.

## Příbuzná témata
- Aerobní cvičení
- Bioenergetické systémy
- Test výkonu Margaria-Kalamen